# Lorenzo Lamas
Pour les articles homonymes, voir Lamas.
Lorenzo Lamas, né le 20 janvier 1958 à Santa Monica, Californie (États-Unis) est un acteur et réalisateur américain.

## Biographie

### Jeunesse et formations
Lorenzo Fernando Lamas naît le 20 janvier 1958 à Santa Monica, Californie (États-Unis). Son père, Fernando Lamas, est un acteur argentin et sa mère, Arlene Dahl, actrice américano-norvégienne. Â l'âge de 11 ans, son père se remarie avec Esther Williams. En 1971, à 13 ans, il déménage avec sa mère à New York.
En 1975, il fait ses études à l'Académie Admiral Farragut à Pine Beach (New Jersey), avant de se projeter à poursuivre des études à l'université de Californie pour devenir vétérinaire[réf. nécessaire]. Entre-temps, il part voir son père qui est sur le tournage du film The Cheap Detective : il décide de devenir comédien[réf. nécessaire]. Il étudie au Tony Barr actors studio[réf. nécessaire].

### Carrière
En 1978, à 19 ans, Lorenzo Lamas remplace l'acteur Steven Ford, à la dernière minute, dans le rôle du blondinet Tom Chisum pour le film musical Grease. Plus tard, après être apparu dans deux épisodes de la série ?, il poursuit toujours une carrière à la télévision dans les séries telles que Le Signe de justice (Sword of Justice), Secrets of Midland Heights, La croisière s'amuse (The Love Boat), L'Île fantastique (Fantasy Island) et Falcon Crest, où il tient le rôle de Lance Cumson pendant neuf ans (1981-1990).
En 1984, il tient des rôles musclés dans les films d'action, tels que Body Rock de Marcelo Epstein, Snake Eater (1989) de George Erschbamer, ainsi que ses suites L'Indomptable 2 : L'anti-drogue (Snake Eater II: The Drug Buster, 1989) etSnake Eater III: His Law (1992) du même réalisateur, Night of the Warrior (1991) de Rafal Zielinski, Dans les griffes du crime (Killing Streets, 1991) de Stephen Cornwell, Final Impact (1992) de Joseph Merhi et Stephen Smoke, Le Maître d'armes (The Swordsman, 1992) de Michael Kennedy et CIA: nom de code Alexa (CIA Code Name: Alexa, 1992) de Joseph Merhi.
En 1992, ses connaissances en arts martiaux lui étant bénéfiques, il joue Reno Raines dans la série Le Rebelle (Renegade), aux côtés de Branscombe Richmond, Kathleen Kinmont et Stephen J. Cannell.
En 1998, il devient pilote privé certifié dans Air America.
En 2004, il est Hector Ramirez dans le feuilleton Amour, Gloire et Beauté (The Bold and the Beautiful).

### Vie privée
En 1981, Lorenzo Lamas se marie avec Victoria Hilbert, avant de divorcer en 1982. En 1985, il se remarie avec Michèle Smith — ils ont un garçon, AJ Lamas (né en 1983), et une fille, Shayne Lamas (née en 1985), et divorce en 1985. Il sort avec l'actrice Daphne Ashbrook, avec qui il a une fille (née en 1988). En 1989, il épouse Kathleen Kinmont, sa partenaire-actrice dans la série Le Rebelle (Renegade), et divorce en 1993. Le 27 avril 1996, il est à nouveau marié, à Shauna Sand — avec qui il a trois filles : Alexandra, le 22 novembre 1997, Victoria, le 24 avril 1999, et Isabella, le 2 février 2001, jusqu'à leur divorce ayant lieu le 8 octobre 2002. En 2011, Shawna Craig et lui se marient à Cabo San Lucas (Mexique), puis divorcent en juin 2018,.

## Filmographie

### Acteur

#### Longs métrages
- 1969 : Les 100 fusils (100 Rifles) de Tom Gries : le garçon yaqui (non crédité)
- 1978 : Grease de Randal Kleiser : Tom Chisum
- 1979 : Take Down de Kieth Merrill : Nick Kilvitus
- 1979 : Tilt de Rudy Durand : Casey Silverwater
- 1979 : Promises in the Dark de Jerome Hellman : Josh (non crédité)
- 1984 : Body Rock de Marcelo Epstein : Chilly
- 1989 : Snake Eater de George Erschbamer : Jack « Soldier » Kelly
- 1989 : L'Indomptable 2 : L'anti-drogue (Snake Eater II: The Drug Buster) de George Erschbamer : Jack « Soldier » Kelly
- 1991 : Night of the Warrior de Rafal Zielinski : Miles Keane
- 1991 : Dans les griffes du crime (Killing Streets) de Stephen Cornwell : Charlie Wolff
- 1992 : Final Impact de Joseph Merhi et Stephen Smoke : Nick Taylor
- 1992 : Le Maître d'armes (The Swordsman) de Michael Kennedy : Andrew
- 1992 : Snake Eater III: His Law de George Erschbamer : Jack « Soldier » Kelly (vidéo)
- 1992 : CIA: nom de code Alexa (CIA Code Name: Alexa) de Joseph Merhi : Mark Graver
- 1993 : Bounty Tracker de Kurt Anderson : Johnathan Damone (vidéo)
- 1993 : Avec les compliments d'Alexa (CIA II: Target Alexa) de lui-même : Mark Graver
- 1994 : Final Round de George Erschbamer : Tyler Verdiccio (vidéo)
- 1994 : Bad Blood (Viper) de Tibor Takács : Travis Blackstone
- 1995 : Midnight Man de John Weidner : John Kang
- 1995 : Gladiator Cop de Nick Rotundo : Andrew Garrett
- 1996 : Le Visage du danger (Mask of Death) de David Mitchell : Lyle Mason / l'inspecteur Dan McKenna
- 1996 : Terminal Justice de Rick King : le sergent Bobby Chase
- 1997 : Soleil noir (Black Dawn) de John De Bello : Jake Kilkanin
- 1997 : The Rage de Sidney J. Furie : Nick Travis
- 1998 : Undercurrent de Frank Kerr : Mike Aguayo
- 1998 : Arnaque Sanglante (Back to Even) de Rod Hewitt : Mitch
- 1999 : La Muse (The Muse) d'Albert Brooks : lui-même
- 2002 : The Circuit 2: The Final Punch de Jalal Merhi : Max (vidéo)
- 2003 : Rapid Exchange de Tripp Reed : Ketchum (vidéo)
- 2003 : 13 Dead Men d'Art Camacho : Santos
- 2003 : Dark Waters de Phillip J. Roth : Dane Quatrell (vidéo)
- 2004 : Motocross Kids de Richard Gabai : Evan Reed
- 2004 : Le Mexicain (Latin Dragon) de Scott Thomas : Frank
- 2004 : Air America: Operation Jaguar de Dimitri Logothetis : Rio Arnett (vidéo)
- 2004 : Sci-Fighter d'Art Camacho : Andrew Dean
- 2004 : Unseen Evil 2 de Jeff Leroy : Biggs (vidéo)
- 2005 : Lethal de Dustin Rikert : Anatoly Federov
- 2005 : Anges de sang (Thralls) de Ron Oliver : M. Jones
- 2005 : Killing Cupid de Michael Worth : Shane
- 2005 : The Nowhere Man de Dustin Rikert
- 2006 : 18 Fingers of Death! de James Lew : Antonio Bandana (vidéo)
- 2007 : Succubus (Succubus: Hell Bent) de Kim Bass : l'instructeur de vol (vidéo)
- 2007 : Succubus (30,000 Leagues Under the Sea) de Gabriel Bologna : le lieutenant Michael Arronax
- 2008 : Chinaman's Chance de Aki Aleong et Geqi Li : Père Smith
- 2009 : Mexican Gold de Chuck Walker : Cole
- 2009 : Mega Shark vs. Giant Octopus de Jack Perez : Allan Baxter
- 2010 : Pee-wee Goes to Sturgis de Chad Carter : lui-même
- 2011 : Backstabber de Chuck Walker : Frank Prather
- 2012 : Return to Vengeance de Chuck Walker : Brady
- 2013 : Dinosaur Experiment (Raptor Ranch) de Dan Bishop : l'agent spécial Logan
- 2013 : Cathedral Canyon de Paul Oliver Davis : Carl Romero
- 2013 : A Little Christmas Business de Chuck Walker : Billy Baxter
- 2014 : The Ten: Take de Kevan Otto : Jerold
- 2014 : Being American de Fatmir Doga : Tom
- 2014 : Bro, What Happened? de Dante : Cheeba
- 2014 : My Name Is Nobody de Phillip Penza : M. Santiago
- 2015 : Real Blood: The True Beginning de Phillip Penza : Père Diaz
- 2015 : American Beach House de Straw Weisman : Joe, le sauveteur
- 2015 : Atomic Eden de Nico Sentner : Nathan
- 2015 : God's Club de Jared Cohn : Spencer Rivers
- 2016 : Prayer Never Fails de Wes Miller : le juge Rogers
- 2016 : Beyond the Game d'Erken Ialgashev : l'entraîneur
- 2016 : Movie Madness de Big Daddy Kane et Phillip Penza : l'inspecteur Avery
- 2017 : Secrets of Deception de Josh Webber : Gregg
- 2017 : Boone: The Bounty Hunter de Robert Kirbyson : Walker
- 2017 : BorderCross de Chuck Walker : Danny Jackson
- 2018 : Driver de Jack Skyyler et Alex Zinzopoulos : Reggie
- 2018 : Unwritten de Dale Neven : le général Lane
- 2019 : Las Vegas Vietnam: The Movie de Ron Becks : Zapata Sr
- 2020 : Scorpion Girl: The Awakening de Fito Rivera et Christian Rodrigo : un agent de FBI
- 2022 : Bleach de Michael Edmonds : Elmer Paxton

#### Courts métrages
- 2006 : Body of Work de Farnaz Samiinia : James Altman
- 2011 : Let Lorenzo de W.D. Hogan : lui-même
- 2013 : Die When I'm Young de Dan Gregor : lui-même
- 2014 : After the Harvest d'Edward Conna
- 2014 : Instagram Intervention with Troian Bellisario de LP

#### Téléfilms
- 1980 : Detour to Terror de Michael O'Herlihy : Jamie
- 1992 : La Carne e il diavolo de Nello Rossati : Gropius
- 2002 : Nouveau départ (Hope Ranch) de Rex Piano : Colt Webb
- 2003 : Panique sous les Tropiques (The Paradise Virus) de Brian Trenchard-Smith : Paul Johnson
- 2004 : Deep Evil de Pat Williams : Trainor
- 2004 : Raptor Island de Stanley Isaacs : Hacket
- 2013 : Bike Cops Van Nuys de Maximillian Alejandro Decker : Ponch
- 2015 : Sharknado 3: Oh Hell No! d'Anthony C. Ferrante : le sergent Rock

#### Séries télévisées
- 1977 : Switch : Tony (saison 2, épisode 19 : Eden's Gate)
- 1977 : Switch : Sobranski (saison 3, épisode 9 : Thirty Thousand Witnesses)
- 1979 : Le Signe de justice (Sword of Justice) : Donno Novanti (saison 1, épisode 1 : A Double Life)
- 1979 : Chère détective (Dear Detective) (saison 1, épisode 2)
- 1979 : California Fever : Rick (10 épisodes)
- 1980-1981 : Secrets of Midland Heights : Burt Carroll (11 épisodes)
- 1980 : La croisière s'amuse (The Love Boat) : Brett Clark (saison 4, épisode 8 : The Baby Alarm / Tell Her She's Great / Matchmaker, Matchmaker Times Two)
- 1981-1990 :  Falcon Crest : Lance Cumson (227 épisodes)
- 1982 : La croisière s'amuse (The Love Boat) : Gregori Papanopolis (2 épisodes)
- 1983 : L'Île fantastique (Fantasy Island) : Richard Warrington (saison 6, épisode 9 : Naughty Marietta / The Winning Ticket)
- 1983 : Hôtel (Hotel) : Diz Wilder (saison 1, épisode 10 : The Offer)
- 1986 : La croisière s'amuse (The Love Boat) : Antonio Belmonte (2 épisodes)
- 1990 : Le Voyageur (The Hitchhiker) : Tom Astor (saison 6, épisode 9 : Trust Me)
- 1992 : Dear John : Alejandro Braceros (2 épisodes)
- 1992-1997 : Le Rebelle (Renegade) : Reno Raines / Vince Black (110 épisodes)
- 1998 : Invasion America : Cale Oosha (voix ; 9 épisodes)
- 1998-1999 : Air America : Rio Arnett (26 épisodes)
- 2000-2001 : L'Invincible (The Immortal) : Raphael « Rafe » Cain (22 épisodes)
- 2004 : Reno 911, n'appelez pas ! Reno 911! : le député Garcia (saison 2, épisode 16 : Department Investigation: Part 2)
- 2004-2006 : Amour, Gloire et Beauté (The Bold and the Beautiful) : Hector Ramírez (191 épisodes)
- 2010-2013 : Big Time Rush : Dr Hollywood (5 épisodes)
- 2014 : Workaholics : Rick Messina (saison 4, épisode 7 : We Be Clownin')
- 2019 : Jane the Virgin : lui-même (saison 5, épisode 4 : Chapiter Eighty-Five)
- 2022 : Le Successeur Sons of Thunder : Ethan Walker (6 épisodes)

### Réalisateur

#### Long métrage
- 1994 : Avec les compliments d'Alexa (CIA II: Target Alexa)

#### Série télévisée
- 1994-1997 : Le Rebelle (5 saisons)